# Braunsia kriegeri
Braunsia kriegeri är en stekelart som beskrevs av Günther Enderlein 1904. Braunsia kriegeri ingår i släktet Braunsia och familjen bracksteklar. Inga underarter finns listade.